# Bisschopshuis
Het Bisschopshuis is een vroegachttiende-eeuws gebouw, gelegen aan de Henck Arronstraat 12 in Paramaribo, Suriname. Het gebouw vormt met nummer 10 één geheel. Beide gebouwen zijn onderdeel van de historische binnenstad van Paramaribo, die sinds 2002 door UNESCO aan de Werelderfgoedlijst is toegevoegd.

## Geschiedenis
De panden met de nummers 10 en 12 waren al op de oudst bekende kaarten van Paramaribo één complex. Nummer 12 was het stenen hoofdhuis; nummer 10 was het houten bijhuis. Beide huizen behoren tot de oudste van Paramaribo. Het stenen huis werd vermoedelijk gebouwd in 1730 door de plantage-eigenares Sara Lemmers (zie de plantage Oranibo). Zij woonde er met haar gezin en huishouden van 54 slaven.
In de negentiende eeuw woonden hier Andresa Jacoba van den Bergh (1801-1887), eigenares van de koffieplantage Constantia aan de Matapicakreek, en haar man Johannes Judocus Charmes (1822-1862).
In de periode 1917-1920 werden beide huizen gekocht door het bisdom Paramaribo. Het stenen huis, nummer 12, werd ingericht als bisschoppelijke residentie, terwijl het houten huis van nummer 10 werd ingericht als archief van het bisdom. Bisschop Van Roosmalen nam als eerste bisschop in 1921 zijn intrek in het stenen huis. Hiervoor waren al een vlechtschool en een meisjespensionaat in het gebouw gevestigd geweest.
In de 21e eeuw werd het bijhuis de bisschopswoning en werd in het stenen huis het bisschoppelijk museum gehuisvest.

## Bouw
Het stenen huis is vijf traveeën breed en drie diep. Het huis ligt direct aan de Henck Arronstraat met een stoep over de gehele breedte. Het huis heeft twee woonlagen. De centrale dubbele deur heeft een bovenlicht waarboven zich een houten balkon bevindt dat bevestigd is op smeedijzeren consoles.  De nok van het steile dak loopt evenwijdig aan de straat. Zowel aan de voor- als aan de achterzijde bevindt zich een dakhuis. Aan de achterzijde heeft de verdieping een houten uitbouw met eronder een inwendige galerij met bogen. Binnen in het huis bevindt zich een grote zaal met een rijk versierd plafond. Op de eerste verdieping bevindt zich een neogotische (privé)kapel uit 1929 met een betimmerd en gepolychromeerd interieur en gewelfd plafond.
Het houten bijhuis ligt verder van de straat af (coördinaten: Kaart  5°49′39.9″NB, 55°9′9.9″WL). Het is vijf traveeën breed en twee diep. Het bijhuis heeft twee woonlagen en eveneens een steil dak waarvan de nok parallel loopt aan de straat. Erbovenop bevindt zich eveneens een dakhuis. Het huis heeft een overdekt balkon op de eerste verdieping van drie traveeën breed dat door palen wordt ondersteund. Achter de huizen bevindt zich een tuin.

## Kerkelijk Museum
Een van de gebouwen toont de geschiedenis van het rooms-katholieke Bisdom Paramaribo. Ook bevindt zich op het terrein een privékapel.
Aan de permanente collectie is sinds januari 2022 een deel gewijd aan Petrus Donders, ook wel Apostel der Melaatsen en Indianen genoemd. Hij werd in 1982 door paus Johannes Paulus II zalig verklaard. Eerder was al een expositie aan hem gewijd die verplaatst is geworden naar het bedevaartsoord Batavia aan de Coppename. Omdat mensen de reis vanwege de coronacrisis mogelijk niet wilden maken besloot bisschop Choennie om de expositie over Donders opnieuw in het museum op te zetten. Daarnaast worden tijdelijke exposities getoond, zoals in 2021 over kazuifels die door de kunstenaar Michael Wong Loi Sing zijn gemaakt.